# Peter Willemsens
Peter Willemsens (né le 31 août 1972 à Brecht) est un coureur cycliste belge. Spécialisé en cyclo-cross, il est monté neuf fois sur le podium du Trophée Gazet van Antwerpen et a été champion du monde des militaires en 1992. Son frère David a également été coureur de cyclo-cross.

## Palmarès
- 1991-1992
  - Krawatencross
  - 9e du Trophée Gazet van Antwerpen
- 1992-1993
  - Champion du monde des militaires
  - GP Rouwmoer
  - 2e du Trophée Gazet van Antwerpen
- 1993-1994
  - 3e du Trophée Gazet van Antwerpen
- 1994-1995
  - Vlaamse Aardbeiencross
  - 2e du Trophée Gazet van Antwerpen
- 1995-1996
  - Cyclo-cross de Kalmthout
  - Ravels
  - 2e du Trophée Gazet van Antwerpen
- 1996-1997
  - 3e du Trophée Gazet van Antwerpen
- 1997-1998
  - Vlaamse Aardbeiencross
  - 4e du Trophée Gazet van Antwerpen
- 1998-1999
  - 4e du Trophée Gazet van Antwerpen
- 1999-2000
  - Noordzeecross
  - Cyclo-cross de Kalmthout
  - 4e du Trophée Gazet van Antwerpen
- 2000-2001
  - 3e du Trophée Gazet van Antwerpen